# Élections départementales de 2021 en Ariège
Les élections départementales en Ariège ont lieu les 20 et 27 juin 2021.

## Contexte départemental

### Assemblée départementale sortante
Avant les élections, le Conseil départemental de l'Ariège est présidé par Christine Téqui (PS). 
Il comprend 26 conseillers départementaux issus des 13 cantons de l'Ariège. 
Durant la mandature, quatre élus du groupe d'opposition divers gauche « Équipe au service des Ariégeois » (ESA) – les élus des cantons du Pays d'Olmes et du Sabarthès – ont finalement rallié la majorité socialiste.
| Président du Conseil départemental |       |       |      |                                     |
| Christine Téqui (PS)               |       |       |      |                                     |
| Parti                              | Sigle | Sigle | Élus | Groupes                             |
| Majorité (20 sièges)               |       |       |      |                                     |
| Parti socialiste                   |       | PS    | 17   | Majorité départementale             |
| Divers gauche                      |       | DVG   | 3    | Majorité départementale             |
| Opposition (6 sièges)              |       |       |      |                                     |
| Divers droite                      |       | DVD   | 4    | Divers droite                       |
| Divers gauche                      |       | DVG   | 2    | Une Équipe au Service des Ariégeois |

## Système électoral
Les élections ont lieu au scrutin majoritaire binominal à deux tours. Le système est paritaire : les candidatures sont présentées sous la forme d'un binôme composé d'une femme et d'un homme avec leurs suppléants (une femme et un homme également).
Pour être élu au premier tour, un binôme doit obtenir la majorité absolue des suffrages exprimés et un nombre de suffrages au moins égal à 25 % des électeurs inscrits. Si aucun binôme n'est élu au premier tour, seuls peuvent se présenter au second tour les binômes qui ont obtenu un nombre de suffrages au moins égal à 12,5 % des électeurs inscrits, sans possibilité pour les binômes de fusionner. Est élu au second tour le binôme qui obtient le plus grand nombre de voix.

## Résultats à l'échelle du département

### Résultats par nuances du ministère de l'Intérieur
Les nuances utilisées par le ministère de l'Intérieur ne tiennent pas compte des alliances locales.
| Binômes                  | Binômes                   | Binômes                  | Premier tour | Premier tour | Premier tour | Second tour | Second tour | Second tour | Total | +/-           |  |
| Binômes                  | Binômes                   | Binômes                  | Voix         | %            | Sièges       | Voix        | %           | Sièges      | Total | +/-           |  |
| ------------------------ | ------------------------- | ------------------------ | ------------ | ------------ | ------------ | ----------- | ----------- | ----------- | ----- | ------------- |  |
|                          | Parti socialiste          | SOC                      | 19 600       | 42,23        | 0            | 25 896      | 55,96       | 20          | 20    | 4             |  |
|                          | Divers centre             | DVC                      | 7 117        | 15,33        | 0            | 7 741       | 16,73       | 0           | 0     | Nv.           |  |
|                          | La France insoumise       | FI                       | 6 225        | 13,41        | 0            | 1 079       | 2,33        | 0           | 0     | en stagnation |  |
|                          | Divers gauche             | DVG                      | 4 666        | 10,05        | 0            | 4 718       | 10,20       | 4           | 4     | 2             |  |
|                          | Rassemblement national    | RN                       | 4 197        | 9,04         | 0            | 4 082       | 8,82        | 0           | 0     | en stagnation |  |
|                          | Divers droite             | DVD                      | 1 973        | 4,25         | 0            | 2 761       | 5,97        | 2           | 2     | 2             |  |
|                          | Parti communiste français | COM                      | 1 921        | 4,14         | 0            |             |             |             | 0     | en stagnation |  |
|                          | Écologistes               | ECO                      | 717          | 1,54         | 0            | 0           | Nv.         |             |       |               |  |
|                          |                           |                          |              |              |              |             |             |             |       |               |  |
| Suffrages exprimés       | Suffrages exprimés        | Suffrages exprimés       | 46 416       | 92,93        |              | 46 277      | 90,51       |             |       |               |  |
| Votes blancs             | Votes blancs              | Votes blancs             | 1 952        | 3,91         | 2 834        | 5,54        |             |             |       |               |  |
| Votes nuls               | Votes nuls                | Votes nuls               | 1 580        | 3,16         | 2 017        | 3,95        |             |             |       |               |  |
| Total                    | Total                     | Total                    | 49 948       | 100          | 0            | 51 128      | 100         | 26          | 26    | en stagnation |  |
| Abstentions              | Abstentions               | Abstentions              | 67 732       | 57,66        |              | 66 545      | 56,54       |             |       |               |  |
| Inscrits / participation | Inscrits / participation  | Inscrits / participation | 117 680      | 42,44        | 117 643      | 43,46       |             |             |       |               |  |

### Assemblée départementale élue
| Président du Conseil départemental |       |       |      |                               |
| Christine Téqui (PS)               |       |       |      |                               |
| Parti                              | Sigle | Sigle | Élus | Groupes                       |
| Majorité (20 sièges)               |       |       |      |                               |
| Parti socialiste                   |       | PS    | 18   | Ariège notre avenir en commun |
| Divers gauche                      |       | DVG   | 2    | Ariège notre avenir en commun |
| Opposition (6 sièges)              |       |       |      |                               |
| Divers droite                      |       | DVD   | 2    | Ariège positive               |
| Divers gauche                      |       | DVG   | 2    | Un projet partagé             |
| Divers gauche                      |       | DVG   | 2    | Libres et solidaires          |

### Élus par canton
| Canton                  | Conseiller Sortant      | Parti | Parti | Conseiller élu         | Parti | Parti |
| ----------------------- | ----------------------- | ----- | ----- | ---------------------- | ----- | ----- |
| Arize-Lèze              | Raymond Berdou          |       | PS    | Raymond Berdou         |       | PS    |
| Arize-Lèze              | Lydia Blandinières      |       | PS    | Muriel Freyche         |       | PS    |
| Couserans Est           | Michel Icart            |       | DVG   | Olivier Raton          |       | PS    |
| Couserans Est           | Christine Téqui         |       | PS    | Christine Téqui        |       | PS    |
| Couserans Ouest         | Christine Gaston        |       | PS    | Nadine Nény            |       | DVG   |
| Couserans Ouest         | Henri Nayrou            |       | PS    | Jean-Noël Vigneau      |       | DVG   |
| Foix                    | Éric Donzé              |       | DVG   | Fabien Guichou         |       | PS    |
| Foix                    | Martine Doumenc-Caubère |       | DVG   | Véronique Rumeau       |       | PS    |
| Haute-Ariège            | Alain Naudy             |       | PS    | Nathalie Canal         |       | PS    |
| Haute-Ariège            | Karine Orus Dulac       |       | PS    | Alain Naudy            |       | PS    |
| Mirepoix                | Patrick Laffont         |       | PS    | Nicole Quillien        |       | PS    |
| Mirepoix                | Nicole Quillien         |       | PS    | Alain Toméo            |       | PS    |
| Pamiers-1               | Jacques Lafargue        |       | PS    | Jean-Christophe Cid    |       | PS    |
| Pamiers-1               | Marie-France Vilaplana  |       | PS    | Marie-France Vilaplana |       | PS    |
| Pamiers-2               | Monique Bordes          |       | PS    | Jérôme Blasquez        |       | PS    |
| Pamiers-2               | André Montané           |       | PS    | Monique Bordes         |       | PS    |
| Le Pays d'Olmes         | Jessica Miquel          |       | DVG   | Jessica Miquel         |       | DVG   |
| Le Pays d'Olmes         | Marc Sanchez            |       | DVG   | Marc Sanchez           |       | DVG   |
| Les Portes d'Ariège     | Géraldine Pons          |       | DVD   | Géraldine Pons         |       | DVD   |
| Les Portes d'Ariège     | Jean-Michel Soler       |       | DVD   | Jean-Michel Soler      |       | DVD   |
| Les Portes du Couserans | Alain Bari              |       | DVD   | Nathalie Auriac        |       | PS    |
| Les Portes du Couserans | Magalie Bernère         |       | DVD   | Michel Pichan          |       | PS    |
| Le Sabarthès            | Benoît Alvarez          |       | PS    | Joëlle Eychenne        |       | DVG   |
| Le Sabarthès            | Nadège Sutra-Denjean    |       | PS    | Philippe Pujol         |       | DVG   |
| Le Val d'Ariège         | Martine Esteban         |       | PS    | Martine Esteban        |       | PS    |
| Le Val d'Ariège         | Jean-Paul Ferré         |       | PS    | Jean-Paul Ferré        |       | PS    |

## Résultats par canton

### Canton d'Arize-Lèze
| Candidats                | Candidats                | Partis                   | Nuance                   | Premier tour | Premier tour | Second tour | Second tour |
| Candidats                | Candidats                | Partis                   | Nuance                   | Voix         | %            | Voix        | %           |
| ------------------------ | ------------------------ | ------------------------ | ------------------------ | ------------ | ------------ | ----------- | ----------- |
|                          | Raymond Berdou           | PS                       | SOC                      | 1 387        | 40,39        | 1 914       | 57,84       |
|                          | Muriel Freyche           | PS                       | SOC                      | 1 387        | 40,39        | 1 914       | 57,84       |
|                          | Stéphane Buffa           | DVC                      | DVC                      | 893          | 26,00        | 1 395       | 42,16       |
|                          | Marie Carrère            | DVC                      | DVC                      | 893          | 26,00        | 1 395       | 42,16       |
|                          | Yvon Lassalle            | PCF                      | COM                      | 664          | 19,34        |             |             |
|                          | Josée Souque             | PCF                      | COM                      | 664          | 19,34        |             |             |
|                          | Fabien Collin            | LFI                      | FI                       | 490          | 14,27        |             |             |
|                          | Bénédicte Moretti        | LFI                      | FI                       | 490          | 14,27        |             |             |
|                          |                          |                          |                          |              |              |             |             |
| Suffrages exprimés       | Suffrages exprimés       | Suffrages exprimés       | Suffrages exprimés       | 3 434        | 90,37        | 3 309       | 87,68       |
| Votes blancs             | Votes blancs             | Votes blancs             | Votes blancs             | 185          | 4,87         | 309         | 8,19        |
| Votes nuls               | Votes nuls               | Votes nuls               | Votes nuls               | 181          | 4,76         | 156         | 4,13        |
| Total                    | Total                    | Total                    | Total                    | 3 800        | 100          | 3 774       | 100         |
| Abstention               | Abstention               | Abstention               | Abstention               | 4 501        | 54,22        | 4 529       | 54,55       |
| Inscrits / participation | Inscrits / participation | Inscrits / participation | Inscrits / participation | 8 301        | 45,78        | 8 303       | 45,45       |

### Canton du Couserans Est
| Candidats                | Candidats                | Partis                   | Nuance                   | Premier tour | Premier tour | Second tour | Second tour |
| Candidats                | Candidats                | Partis                   | Nuance                   | Voix         | %            | Voix        | %           |
| ------------------------ | ------------------------ | ------------------------ | ------------------------ | ------------ | ------------ | ----------- | ----------- |
|                          | Olivier Raton            | PS                       | SOC                      | 1 824        | 51,42        | 2 379       | 68,80       |
|                          | Christine Téqui          | PS                       | SOC                      | 1 824        | 51,42        | 2 379       | 68,80       |
|                          | Giselle Barrière         | LFI                      | FI                       | 833          | 23,48        | 1 079       | 31,20       |
|                          | Gilbert Lazaroo          | LFI                      | FI                       | 833          | 23,48        | 1 079       | 31,20       |
|                          | Claudine Couplan         | DVC                      | DVC                      | 633          | 17,85        |             |             |
|                          | Sébastien Mouchet        | DVC                      | DVC                      | 633          | 17,85        |             |             |
|                          | Françoise Engler         | PCF                      | COM                      | 257          | 7,25         |             |             |
|                          | Cyril Moreno             | PCF                      | COM                      | 257          | 7,25         |             |             |
|                          |                          |                          |                          |              |              |             |             |
| Suffrages exprimés       | Suffrages exprimés       | Suffrages exprimés       | Suffrages exprimés       | 3 547        | 92,03        | 3 458       | 89,03       |
| Votes blancs             | Votes blancs             | Votes blancs             | Votes blancs             | 170          | 4,41         | 250         | 6,44        |
| Votes nuls               | Votes nuls               | Votes nuls               | Votes nuls               | 137          | 3,55         | 176         | 4,53        |
| Total                    | Total                    | Total                    | Total                    | 3 854        | 100          | 3 884       | 100         |
| Abstention               | Abstention               | Abstention               | Abstention               | 4 626        | 54,55        | 4 592       | 54,18       |
| Inscrits / participation | Inscrits / participation | Inscrits / participation | Inscrits / participation | 8 480        | 45,45        | 8 476       | 45,82       |

### Canton du Couserans Ouest
| Candidats                | Candidats                | Partis                   | Nuance                   | Premier tour | Premier tour | Second tour | Second tour |
| Candidats                | Candidats                | Partis                   | Nuance                   | Voix         | %            | Voix        | %           |
| ------------------------ | ------------------------ | ------------------------ | ------------------------ | ------------ | ------------ | ----------- | ----------- |
|                          | Nadine Nény              | DVG                      | DVG                      | 1 534        | 44,72        | 1 974       | 56,84       |
|                          | Jean-Noël Vigneau        | DVG                      | DVG                      | 1 534        | 44,72        | 1 974       | 56,84       |
|                          | Marion Bousquet          | PS                       | SOC                      | 887          | 25,86        | 1 499       | 43,16       |
|                          | Christophe Mirouse       | PRG                      | SOC                      | 887          | 25,86        | 1 499       | 43,16       |
|                          | Gérard Pons              | LFI                      | FI                       | 596          | 17,38        |             |             |
|                          | Anaïs Souquet            | LFI                      | FI                       | 596          | 17,38        |             |             |
|                          | Sandra Magne             | DVC                      | DVC                      | 225          | 6,56         |             |             |
|                          | Claude Vidal             | DVC                      | DVC                      | 225          | 6,56         |             |             |
|                          | Line Guisset             | PCF                      | COM                      | 188          | 5,48         |             |             |
|                          | Hervé Soula              | PCF                      | COM                      | 188          | 5,48         |             |             |
|                          |                          |                          |                          |              |              |             |             |
| Suffrages exprimés       | Suffrages exprimés       | Suffrages exprimés       | Suffrages exprimés       | 3 430        | 94,08        | 3 473       | 92,69       |
| Votes blancs             | Votes blancs             | Votes blancs             | Votes blancs             | 112          | 3,07         | 134         | 3,58        |
| Votes nuls               | Votes nuls               | Votes nuls               | Votes nuls               | 104          | 2,85         | 140         | 3,74        |
| Total                    | Total                    | Total                    | Total                    | 3 646        | 100          | 3 747       | 100         |
| Abstention               | Abstention               | Abstention               | Abstention               | 4 807        | 56,87        | 4 724       | 55,77       |
| Inscrits / participation | Inscrits / participation | Inscrits / participation | Inscrits / participation | 8 453        | 43,13        | 8 471       | 44,23       |

### Canton de Foix
| Candidats                | Candidats                | Partis                   | Nuance                   | Premier tour | Premier tour | Second tour | Second tour |
| Candidats                | Candidats                | Partis                   | Nuance                   | Voix         | %            | Voix        | %           |
| ------------------------ | ------------------------ | ------------------------ | ------------------------ | ------------ | ------------ | ----------- | ----------- |
|                          | Fabien Guichou           | PS                       | SOC                      | 1 643        | 46,70        | 2 421       | 70,15       |
|                          | Véronique Rumeau         | PS                       | SOC                      | 1 643        | 46,70        | 2 421       | 70,15       |
|                          | Aurore Martins           | DVC                      | DVC                      | 760          | 21,60        | 1 030       | 29,85       |
|                          | Jérôme Mateos            | DVC                      | DVC                      | 760          | 21,60        | 1 030       | 29,85       |
|                          | Régis Rousse             | LFI                      | FI                       | 654          | 18,59        |             |             |
|                          | Dominique Subra          | LFI                      | FI                       | 654          | 18,59        |             |             |
|                          | Odile Burlet             | PCF                      | ECO                      | 461          | 13,10        |             |             |
|                          | Christian Lammens        | EÉLV                     | ECO                      | 461          | 13,10        |             |             |
|                          |                          |                          |                          |              |              |             |             |
| Suffrages exprimés       | Suffrages exprimés       | Suffrages exprimés       | Suffrages exprimés       | 3 518        | 90,25        | 3 451       | 87,30       |
| Votes blancs             | Votes blancs             | Votes blancs             | Votes blancs             | 196          | 5,03         | 276         | 6,98        |
| Votes nuls               | Votes nuls               | Votes nuls               | Votes nuls               | 184          | 4,72         | 226         | 5,72        |
| Total                    | Total                    | Total                    | Total                    | 3 898        | 100          | 3 953       | 100         |
| Abstention               | Abstention               | Abstention               | Abstention               | 5 768        | 59,67        | 5 714       | 59,11       |
| Inscrits / participation | Inscrits / participation | Inscrits / participation | Inscrits / participation | 9 666        | 40,33        | 9 667       | 40,89       |

### Canton de Haute-Ariège
| Candidats                | Candidats                | Partis                   | Nuance                   | Premier tour | Premier tour | Second tour | Second tour |
| Candidats                | Candidats                | Partis                   | Nuance                   | Voix         | %            | Voix        | %           |
| ------------------------ | ------------------------ | ------------------------ | ------------------------ | ------------ | ------------ | ----------- | ----------- |
|                          | Nathalie Canal           | PS                       | SOC                      | 1 420        | 48,71        | 1 697       | 56,59       |
|                          | Alain Naudy              | PS                       | SOC                      | 1 420        | 48,71        | 1 697       | 56,59       |
|                          | Arnaud Diaz              | DVC                      | DVC                      | 942          | 32,32        | 1 302       | 43,41       |
|                          | Malika Kourdoughli       | DVC                      | DVC                      | 942          | 32,32        | 1 302       | 43,41       |
|                          | Véronique Camillerie     | LFI                      | FI                       | 297          | 10,19        |             |             |
|                          | Jean-Louis Durand        | LFI                      | FI                       | 297          | 10,19        |             |             |
|                          | Hélène Salgueira         | G.s                      | ECO                      | 256          | 8,78         |             |             |
|                          | Olivier Vacilloto        | EÉLV                     | ECO                      | 256          | 8,78         |             |             |
|                          |                          |                          |                          |              |              |             |             |
| Suffrages exprimés       | Suffrages exprimés       | Suffrages exprimés       | Suffrages exprimés       | 2 915        | 92,60        | 2 999       | 92,14       |
| Votes blancs             | Votes blancs             | Votes blancs             | Votes blancs             | 120          | 3,81         | 139         | 4,27        |
| Votes nuls               | Votes nuls               | Votes nuls               | Votes nuls               | 113          | 3,59         | 117         | 3,59        |
| Total                    | Total                    | Total                    | Total                    | 3 148        | 100          | 3 255       | 100         |
| Abstention               | Abstention               | Abstention               | Abstention               | 2 689        | 46,07        | 2 552       | 43,95       |
| Inscrits / participation | Inscrits / participation | Inscrits / participation | Inscrits / participation | 5 837        | 53,93        | 5 807       | 56,05       |

### Canton de Mirepoix
| Candidats                | Candidats                | Partis                   | Nuance                   | Premier tour | Premier tour | Second tour | Second tour |
| Candidats                | Candidats                | Partis                   | Nuance                   | Voix         | %            | Voix        | %           |
| ------------------------ | ------------------------ | ------------------------ | ------------------------ | ------------ | ------------ | ----------- | ----------- |
|                          | Nicole Quillien          | PS                       | SOC                      | 1 847        | 42,58        | 2 945       | 71,90       |
|                          | Alain Toméo              | PS                       | SOC                      | 1 847        | 42,58        | 2 945       | 71,90       |
|                          | Élisabeth Hennecart      | RN                       | RN                       | 861          | 19,85        | 1 151       | 28,10       |
|                          | Yannick Lomre            | RN                       | RN                       | 861          | 19,85        | 1 151       | 28,10       |
|                          | Aude Campos              | DVG                      | DVG                      | 806          | 18,58        |             |             |
|                          | Patrick Laffont          | DVG                      | DVG                      | 806          | 18,58        |             |             |
|                          | Maurice Gracia           | LFI                      | FI                       | 452          | 10,42        |             |             |
|                          | Valérie Grusenmeyer      | LFI                      | FI                       | 452          | 10,42        |             |             |
|                          | Sébastien Deiss          | PCF                      | COM                      | 372          | 8,58         |             |             |
|                          | Sandra Tolosa Cormary    | PCF                      | COM                      | 372          | 8,58         |             |             |
|                          |                          |                          |                          |              |              |             |             |
| Suffrages exprimés       | Suffrages exprimés       | Suffrages exprimés       | Suffrages exprimés       | 4 338        | 94,49        | 4 096       | 91,08       |
| Votes blancs             | Votes blancs             | Votes blancs             | Votes blancs             | 155          | 3,38         | 258         | 5,74        |
| Votes nuls               | Votes nuls               | Votes nuls               | Votes nuls               | 98           | 2,13         | 143         | 3,18        |
| Total                    | Total                    | Total                    | Total                    | 4 591        | 100          | 4 497       | 100         |
| Abstention               | Abstention               | Abstention               | Abstention               | 6 012        | 56,70        | 6 103       | 57,58       |
| Inscrits / participation | Inscrits / participation | Inscrits / participation | Inscrits / participation | 10 603       | 43,30        | 10 600      | 42,42       |

### Canton de Pamiers-1
| Candidats                | Candidats                 | Partis                   | Nuance                   | Premier tour | Premier tour | Second tour | Second tour |
| Candidats                | Candidats                 | Partis                   | Nuance                   | Voix         | %            | Voix        | %           |
| ------------------------ | ------------------------- | ------------------------ | ------------------------ | ------------ | ------------ | ----------- | ----------- |
|                          | Jean-Christophe Cid       | PS                       | SOC                      | 1 244        | 48,20        | 1 541       | 59,61       |
|                          | Marie-France Vilaplana    | PS                       | SOC                      | 1 244        | 48,20        | 1 541       | 59,61       |
|                          | Jacques Laffargue         | DVG                      | DVC                      | 910          | 35,26        | 1 044       | 40,39       |
|                          | Françoise Lagreu-Corbalan | DVD                      | DVC                      | 910          | 35,26        | 1 044       | 40,39       |
|                          | Sonia Caumartin           | LFI                      | DVG                      | 427          | 16,54        |             |             |
|                          | Noureddine Zourair        | LFI                      | DVG                      | 427          | 16,54        |             |             |
|                          |                           |                          |                          |              |              |             |             |
| Suffrages exprimés       | Suffrages exprimés        | Suffrages exprimés       | Suffrages exprimés       | 2 581        | 89,59        | 2 585       | 88,44       |
| Votes blancs             | Votes blancs              | Votes blancs             | Votes blancs             | 184          | 6,39         | 220         | 7,53        |
| Votes nuls               | Votes nuls                | Votes nuls               | Votes nuls               | 116          | 4,03         | 118         | 4,04        |
| Total                    | Total                     | Total                    | Total                    | 2 881        | 100          | 2 923       | 100         |
| Abstention               | Abstention                | Abstention               | Abstention               | 5 432        | 65,34        | 5 394       | 64,86       |
| Inscrits / participation | Inscrits / participation  | Inscrits / participation | Inscrits / participation | 8 313        | 34,66        | 8 317       | 35,14       |

### Canton de Pamiers-2
| Candidats                | Candidats                | Partis                   | Nuance                   | Premier tour | Premier tour | Second tour | Second tour |
| Candidats                | Candidats                | Partis                   | Nuance                   | Voix         | %            | Voix        | %           |
| ------------------------ | ------------------------ | ------------------------ | ------------------------ | ------------ | ------------ | ----------- | ----------- |
|                          | Jérôme Blasquez          | PS                       | SOC                      | 1 059        | 33,89        | 1 644       | 52,01       |
|                          | Monique Bordes           | PS                       | SOC                      | 1 059        | 33,89        | 1 644       | 52,01       |
|                          | Clarisse Chabal-Vignoles | DVD                      | DVC                      | 917          | 29,34        | 1 517       | 47,99       |
|                          | Denis Dupuy              | DVD                      | DVC                      | 917          | 29,34        | 1 517       | 47,99       |
|                          | Michel Boyer             | RN                       | RN                       | 717          | 22,94        |             |             |
|                          | Andrée Violin            | RN                       | RN                       | 717          | 22,94        |             |             |
|                          | Kadiatou Baldé           | LFI                      | FI                       | 432          | 13,82        |             |             |
|                          | Nicolas Gangloff         | LFI                      | FI                       | 432          | 13,82        |             |             |
|                          |                          |                          |                          |              |              |             |             |
| Suffrages exprimés       | Suffrages exprimés       | Suffrages exprimés       | Suffrages exprimés       | 3 125        | 94,04        | 3 161       | 89,98       |
| Votes blancs             | Votes blancs             | Votes blancs             | Votes blancs             | 95           | 2,86         | 204         | 5,81        |
| Votes nuls               | Votes nuls               | Votes nuls               | Votes nuls               | 103          | 3,10         | 148         | 4,21        |
| Total                    | Total                    | Total                    | Total                    | 3 323        | 100          | 3 513       | 100         |
| Abstention               | Abstention               | Abstention               | Abstention               | 6 112        | 64,78        | 5 924       | 62,77       |
| Inscrits / participation | Inscrits / participation | Inscrits / participation | Inscrits / participation | 9 435        | 35,22        | 9 437       | 37,23       |

### Canton du Pays d'Olmes
| Candidats                | Candidats                | Partis                   | Nuance                   | Premier tour | Premier tour | Second tour | Second tour |
| Candidats                | Candidats                | Partis                   | Nuance                   | Voix         | %            | Voix        | %           |
| ------------------------ | ------------------------ | ------------------------ | ------------------------ | ------------ | ------------ | ----------- | ----------- |
|                          | Jessica Miquel           | DVG                      | SOC                      | 2 063        | 58,48        | 2 514       | 69,99       |
|                          | Marc Sanchez             | DVG                      | SOC                      | 2 063        | 58,48        | 2 514       | 69,99       |
|                          | Jean-Marc Garnier        | RN                       | RN                       | 1 005        | 28,49        | 1 078       | 30,01       |
|                          | Laurence Rogeré          | RN                       | RN                       | 1 005        | 28,49        | 1 078       | 30,01       |
|                          | Françoise Chastenet      | LFI                      | FI                       | 460          | 13,04        |             |             |
|                          | Romuald Leguay           | LFI                      | FI                       | 460          | 13,04        |             |             |
|                          |                          |                          |                          |              |              |             |             |
| Suffrages exprimés       | Suffrages exprimés       | Suffrages exprimés       | Suffrages exprimés       | 3 528        | 93,31        | 3 592       | 92,03       |
| Votes blancs             | Votes blancs             | Votes blancs             | Votes blancs             | 140          | 3,70         | 177         | 4,53        |
| Votes nuls               | Votes nuls               | Votes nuls               | Votes nuls               | 113          | 2,99         | 134         | 3,43        |
| Total                    | Total                    | Total                    | Total                    | 3 781        | 100          | 3 903       | 100         |
| Abstention               | Abstention               | Abstention               | Abstention               | 6 223        | 62,21        | 6 103       | 60,99       |
| Inscrits / participation | Inscrits / participation | Inscrits / participation | Inscrits / participation | 10 004       | 37,79        | 10 006      | 39,01       |

### Canton des Portes d'Ariège
| Candidats                | Candidats                | Partis                   | Nuance                   | Premier tour | Premier tour | Second tour | Second tour |
| Candidats                | Candidats                | Partis                   | Nuance                   | Voix         | %            | Voix        | %           |
| ------------------------ | ------------------------ | ------------------------ | ------------------------ | ------------ | ------------ | ----------- | ----------- |
|                          | Géraldine Pons           | DVD                      | DVD                      | 1 973        | 52,13        | 2 761       | 76,06       |
|                          | Jean-Michel Soler        | DVD                      | DVD                      | 1 973        | 52,13        | 2 761       | 76,06       |
|                          | Monique Jubet            | RN                       | RN                       | 793          | 20,95        | 869         | 23,94       |
|                          | Pierre-Jean Milani       | RN                       | RN                       | 793          | 20,95        | 869         | 23,94       |
|                          | Thomas Denizard          | PS                       | SOC                      | 601          | 15,88        |             |             |
|                          | Youmonyou Koné           | PS                       | SOC                      | 601          | 15,88        |             |             |
|                          | Anne Ealet               | LFI                      | FI                       | 418          | 11,04        |             |             |
|                          | Phabien Salany           | LFI                      | FI                       | 418          | 11,04        |             |             |
|                          |                          |                          |                          |              |              |             |             |
| Suffrages exprimés       | Suffrages exprimés       | Suffrages exprimés       | Suffrages exprimés       | 3 785        | 95,73        | 3 630       | 89,45       |
| Votes blancs             | Votes blancs             | Votes blancs             | Votes blancs             | 95           | 2,40         | 256         | 6,31        |
| Votes nuls               | Votes nuls               | Votes nuls               | Votes nuls               | 74           | 1,87         | 172         | 4,24        |
| Total                    | Total                    | Total                    | Total                    | 3 954        | 100          | 4 058       | 100         |
| Abstention               | Abstention               | Abstention               | Abstention               | 6 249        | 61,25        | 6 147       | 60,24       |
| Inscrits / participation | Inscrits / participation | Inscrits / participation | Inscrits / participation | 10 203       | 38,75        | 10 205      | 39,76       |

### Canton des Portes du Couserans
| Candidats                | Candidats                | Partis                   | Nuance                   | Premier tour | Premier tour | Second tour | Second tour |
| Candidats                | Candidats                | Partis                   | Nuance                   | Voix         | %            | Voix        | %           |
| ------------------------ | ------------------------ | ------------------------ | ------------------------ | ------------ | ------------ | ----------- | ----------- |
|                          | Nathalie Auriac          | PS                       | SOC                      | 1 682        | 47,81        | 2 136       | 59,52       |
|                          | Michel Pichan            | PS                       | SOC                      | 1 682        | 47,81        | 2 136       | 59,52       |
|                          | Alain Bari               | DVD                      | DVD                      | 1 356        | 38,54        | 1 453       | 40,48       |
|                          | Magali Bernère           | DVD                      | DVD                      | 1 356        | 38,54        | 1 453       | 40,48       |
|                          | Marie-Pierre Depeyrot    | LFI                      | FI                       | 480          | 13,64        |             |             |
|                          | Jean-Loup Sadys          | LFI                      | FI                       | 480          | 13,64        |             |             |
|                          |                          |                          |                          |              |              |             |             |
| Suffrages exprimés       | Suffrages exprimés       | Suffrages exprimés       | Suffrages exprimés       | 3 518        | 94,67        | 3 589       | 92,64       |
| Votes blancs             | Votes blancs             | Votes blancs             | Votes blancs             | 112          | 3,01         | 161         | 4,16        |
| Votes nuls               | Votes nuls               | Votes nuls               | Votes nuls               | 86           | 2,31         | 124         | 3,20        |
| Total                    | Total                    | Total                    | Total                    | 3 716        | 100          | 3 874       | 100         |
| Abstention               | Abstention               | Abstention               | Abstention               | 3 868        | 51,00        | 3 708       | 48,91       |
| Inscrits / participation | Inscrits / participation | Inscrits / participation | Inscrits / participation | 7 584        | 49,00        | 7 582       | 51,09       |

### Canton du Sabarthès
| Candidats                | Candidats                | Partis                   | Nuance                   | Premier tour | Premier tour | Second tour | Second tour |
| Candidats                | Candidats                | Partis                   | Nuance                   | Voix         | %            | Voix        | %           |
| ------------------------ | ------------------------ | ------------------------ | ------------------------ | ------------ | ------------ | ----------- | ----------- |
|                          | Joëlle Eychenne          | DVG                      | DVG                      | 1 899        | 44,09        | 2 744       | 57,82       |
|                          | Philippe Pujol           | DVG                      | DVG                      | 1 899        | 44,09        | 2 744       | 57,82       |
|                          | Benoît Alvarez           | PS                       | SOC                      | 1 590        | 36,92        | 2 002       | 42,18       |
|                          | Nadège Denjean-Sutra     | PS                       | SOC                      | 1 590        | 36,92        | 2 002       | 42,18       |
|                          | Florence Cortès          | EÉLV                     | COM                      | 440          | 10,22        |             |             |
|                          | Gérard Sénevat           | PCF                      | COM                      | 440          | 10,22        |             |             |
|                          | Lucas Mattiuzzo          | LFI                      | FI                       | 378          | 8,78         |             |             |
|                          | Yvette Rouvet            | LFI                      | FI                       | 378          | 8,78         |             |             |
|                          |                          |                          |                          |              |              |             |             |
| Suffrages exprimés       | Suffrages exprimés       | Suffrages exprimés       | Suffrages exprimés       | 4 307        | 92,15        | 4 746       | 92,26       |
| Votes blancs             | Votes blancs             | Votes blancs             | Votes blancs             | 200          | 4,28         | 217         | 4,22        |
| Votes nuls               | Votes nuls               | Votes nuls               | Votes nuls               | 167          | 3,57         | 181         | 3,52        |
| Total                    | Total                    | Total                    | Total                    | 4 674        | 100          | 3 144       | 100         |
| Abstention               | Abstention               | Abstention               | Abstention               | 4 879        | 51,07        | 4 380       | 45,99       |
| Inscrits / participation | Inscrits / participation | Inscrits / participation | Inscrits / participation | 9 553        | 48,93        | 9 524       | 54,01       |

### Canton du Val d'Ariège
| Candidats                | Candidats                | Partis                   | Nuance                   | Premier tour | Premier tour | Second tour | Second tour |
| Candidats                | Candidats                | Partis                   | Nuance                   | Voix         | %            | Voix        | %           |
| ------------------------ | ------------------------ | ------------------------ | ------------------------ | ------------ | ------------ | ----------- | ----------- |
|                          | Martine Esteban          | PS                       | SOC                      | 2 353        | 53,60        | 3 204       | 76,50       |
|                          | Jean-Paul Ferré          | PS                       | SOC                      | 2 353        | 53,60        | 3 204       | 76,50       |
|                          | Bérengère Carrié         | RN                       | RN                       | 821          | 18,70        | 984         | 23,50       |
|                          | Pascal Garriga           | RN                       | RN                       | 821          | 18,70        | 984         | 23,50       |
|                          | Marcel Lopez             | LFI                      | FI                       | 735          | 16,74        |             |             |
|                          | Ampari Perez             | LFI                      | FI                       | 735          | 16,74        |             |             |
|                          | Paul Afonso              | DVC                      | DVC                      | 481          | 10,96        |             |             |
|                          | Anne-Sophie Tribout      | DVC                      | DVC                      | 481          | 10,96        |             |             |
|                          |                          |                          |                          |              |              |             |             |
| Suffrages exprimés       | Suffrages exprimés       | Suffrages exprimés       | Suffrages exprimés       | 4 390        | 93,76        | 4 188       | 90,98       |
| Votes blancs             | Votes blancs             | Votes blancs             | Votes blancs             | 188          | 4,02         | 233         | 5,06        |
| Votes nuls               | Votes nuls               | Votes nuls               | Votes nuls               | 104          | 2,22         | 182         | 3,95        |
| Total                    | Total                    | Total                    | Total                    | 4 682        | 100          | 4 603       | 100         |
| Abstention               | Abstention               | Abstention               | Abstention               | 6 566        | 58,37        | 6 645       | 59,08       |
| Inscrits / participation | Inscrits / participation | Inscrits / participation | Inscrits / participation | 11 248       | 41,63        | 11 248      | 40,92       |